# Hrabstwo Sebastian

Piramida wieku hrabstwa

Hrabstwo Sebastian – hrabstwo w USA, w stanie Arkansas. Według danych z 2010 roku, hrabstwo zamieszkiwało 125744 osób. Hrabstwo należy do nielicznych hrabstw w Stanach Zjednoczonych należących do tzw. dry county, czyli hrabstw gdzie decyzją lokalnych władz obowiązuje całkowita prohibicja.

## Miejscowości
- Barling
- Bonanza
- Central City
- Fort Smith
- Greenwood
- Hackett
- Hartford
- Huntington
- Lavaca
- Midland